# ベストエフォート
ベストエフォート（英語: best effort、最善努力）とは、可能な限りの努力をすることをいうが、日本においては、主に電気通信役務において、あらかじめ定められた通信速度を保証しないサービスの形態をいう。ひとつの伝送路を複数の利用者に共用させることにより、通信設備を効率よく利用することができるため、利用料を安く抑えることができるメリットがある。
これに対して、通信速度を保証する電気通信役務のことを、帯域保証型サービスといい、法人の基幹業務向けなどで提供されているが、利用者側のシステムがオフラインでも常に空き帯域を確保している（専用線）ため、一般に利用料は高額となる。

## 宣伝広告における問題点
ベストエフォート型のサービスの広告において、通信規格上の最高速度を強調して表示する行為は、単に信義則に反するだけではなく、不当景品類及び不当表示防止法（景品表示法）で禁止される優良誤認であり、顧客の期待とサービスの実態が異なるような表示となる。
電気通信サービスの広告表示に関する自主基準及びガイドライン
2003年12月には、「電気通信サービス向上推進協議会」（TELESA、事業者の協会で構成）が自主基準を策定し、宣伝広告において、ベストエフォートについてはサービス品質が環境によって変化しうることを明瞭に表示する、「最高品質」などといった場合は客観的事実に基づくよう求めた（また料金広告など）。2007年にはこのガイドラインの改定のための案を示し、再び虚偽・誇大広告に気をつけ、客観的な事実に基づく点を示した。しばしば改訂されている。
移動系通信事業者が提供するインターネット接続サービスの実効速度計測手法及び利用者への情報提供手法等に関するガイドライン
実効速度が事業者や地域・場所によって違うことが、消費者トラブルとなりうる。とりわけ、スマートフォンにおける理論上の最高速度の表示が高速化するにつれ、消費者からの苦情が増加した。2015年までに総務省が研究会を開催し、実際の速度、「実効速度」を広告に利用するための議論がなされた。2016年には総務省のガイドラインに従った1500地点での計測がNTTドコモ、KDDI、ソフトバンクによってなされた。これをTELESAが監督する。。
消費者から寄せられた苦情は「LTEサービスで150Mbps（最高速度）とされているが、動画が遅延して表示される（実効速度の結果）」といったものである。総務省が電気通信事業を管轄しており、苦情は国民生活センターや、市役所などに設置されている消費生活センターにも寄せられる。
- 下り最大150Mbps 、 実効速度 42.5Mbps - 103Mbps[7]。

伴って、こうした主要キャリアの回線を利用しているMVNO他社は、こうした最高速度の広告宣伝をやめていった。最大速度を宣伝したければ、実効速度も併記するというガイドラインができたことが理由で、各社も計測の準備を行っている。

### 違反例
そうした中で2017年にはMVNOのFREETELが消費者庁によって命令措置を受けた。理由は「業界最速」「販売数1位」とウェブサイトで広告したことについて、特定地点での12時台の結果であったことや、グラフの数値が異なっていたこと、特定の電気販売店での販売数であったことなど。 景品表示法への違反、優良誤認として8824万円の支払いが命じられた。
こうした苦情によって2016年に電気通信事業法が改正され、電波のつながり具合や、契約時の説明等が不十分な場合には8日以内に契約を解除できることとなった。
2018年にはある男性がUQコミュニケーションズを提訴。「ギガ放題プラン」について、契約上の速度制限について店頭説明では制限にかかったことがないかのように説明されたため契約したら、著しい速度制限があったため。東京高等裁判所の判決により認められたことは、電気通信事業法26条における契約条件の説明義務や、消費者契約法4条1項1号の「不実告知」という重要事項の事実と異なる説明である。また回線提供者のUQは契約を担当した会社ではないが、UQの広告について優良誤認を起こす可能性、消費者契約法9条によって解約金は解約による損害を上回ってはならず、UQの1万9千円は脱法的だと指摘された。。

## 実際の通信速度
ベストエフォート型では通信設備や回線が顧客間で共有されているため、回線利用の混雑を理由に通信品質は低下する。また回線事業提供者の根幹の設備である「バックボーン」が要求されるデータ量に足して不足すると速度低下は起こる。
2018年には10Gbpsの光回線サービスの提供が開始されている。スマートフォンでは2017年に、NTTドコモが788Mbpsのサービスを開始している。
しかし、こうしたベストエフォート型回線サービスの最大速度の表示はあくまでもその通信規格における理論上の最高速度であり、利用者の競合がなく1人のみが使用し、信号減衰がないといった環境は実際には望めない。
記者が個人的に実測した一例
- 最大10Gbps - 実効速度ダウンロード 2200.95Mbps、アップロード 5063.96Mbps[14]。
- 最大1Gbps - 実効速度ダウンロード 618.32Mbps、アップロード 986.12Mbps[14]。

またこうしたスピードテストの結果よりも、実際にデータを提供しているウェブサイトからのダウンロード速度は遅くなることがある（この場合、特定のウェブサイトの読み込みが遅い）。
NTTドコモによるガイドラインに従った表記
- 最大788Mbps - 実効速度は97Mbps-162Mbps[6]。

### パソコン環境
FTTHやCATV、ADSLのWANラストワンマイルの回線の設備が性能不足である場合もある。ここまではモデム（あるいはブロードバンドルーター）までである。
モデム（ブロードバンドルーター）から利用者が使用するパソコンまたはスマートフォンまででは、PCの処理性能や、搭載されたLANやWi-Fiの規格上の転送性能が低い場合がある。
こうしたネットワークの途中、あるいは末端において、処理性能の低い機器が存在すれば、その処理性能を上回ることはできない。
例えば2018年時点では、10Gbpsの設備では、10ギガビット・イーサネット（10GBASE-T）のルーターと、カテゴリー6ケーブル (CAT6A) 規格のケーブルが必要となる。Wi-Fiでも、回線業者から送られてくるモデム装置はIEEE 802.11ax(WiFi 6)の最大2.4Gbpsに対応するが、端末側（PCやスマートフォン）の、IEEE 802.11ac（Wi-Fi 5、MIMO）の最大866Mbpsなど（規格により異なる）を超えることはできない。（またこれらの規格も理論上最高速度であり、実測では劣る）